# Dorete Bloch
Dorete Bloch Danielsen (født 14. juni 1943 i Rungsted, Hørsholm, Danmark, død 28. februar 2015 i Thorshavn) var en dansk/færøsk professor i zoologi, forhenværende chef for Færøernes Naturhistoriske Museum, redaktør for Fróðskaparrit og forfatter. Hun var ekspert på flere områder indenfor Færøernes zoologi.

## Biografi
Dorete Bloch blev født i Rungsted den 14. juni 1943. Hun gik på matematisk linje ved gymnasiet i Viborg Katedralskole, hvor hun fik eksamensbevis i juni 1962. Hun blev uddannet Cand. scient i zoologi i 1970 fra Århus Universitet, hvor hun også underviste fra 1970 til 73. Hun arbejdede ved Vildtbiologisk Station i Kalø, fra 1970 til 1974, hvor hun forskede med harer. I 1974 tog hun pedagogikum i Grenå. Derefter flyttede hun til Færøerne, hvor hun boede, arbejdede, underviste og forskede resten af livet. Hun arbejdede som lektor ved Færøernes Universitet fra 1974 til 2001. Hun blev dr.phil. i 1994 med disputatsen Pilot whales in the North Atlantic. Age, growth and social structure in Faroese grinds of the long-finned pilot whale, Globicephala melas.
Hun blev gift med Ólávus Danielsen (1927-97), de var bosat i Velbastaður, som ligger i Thorshavn kommune. Deres søn Jónas Bloch Danielsen er aktiv musiker og har etableret Studio Bloch i Thorshavn.
I 1980 blev Dorete Bloch ansat som Direktør for Zoologisk Afdeling ved Færøernes Universitet. Fra 1995 til 97 var hun fungerende direktør for Náttúrugripasavnið (Færøernes Naturhistorisk Museum) og fra 1997 til 2009 var hon direktør for samme. I 2001 blev hun ansat som professor i zoologi ved Færøernes Universitet, i juli 2010 gik hun ned i halv tid og blev deltids pensioneret.
Hun var chef for Færøernes Naturhistoriske Museum i Tórshavn og forfatter til bøger og artikler om Færøernes flora og fauna. Hun var involveret i flere forskellige projekter, bl.a. undersøgte hun grindehvaler ved Færøerne, samlede materiale fra strandede øresvin og foretog biologiske undersøgelser, har samlet materiale om den færøske hare, i 2000 og 2004 var hun del af projekter hvor to grupper af langfinnede grindehvaler blev mærket, således at man kunne følge dem over satellit og derved indsamle data om deres færden, samt tog biopsier af hvalerne. Hun modtog Færøernes litteraturpris for faglitteratur i 1999.

## Hæder
- 1969 - Modtog guldmedalje fra Århus Universitet
- 1999 - Modtog Mentanarvirðisløn M. A. Jacobsens i faglitteratur for bogen "Villini súgdjór í útnorðri.
- 2012 - Modtog Miðlaheiðurslønin 2012 (Færøernes Mediepris 2012), som gives hvert år til en forsker, som formår at formidle forskning på et let forståeligt sprog.[7]

## Ekstern henvisning
- Dorete Bloch Arkiveret 9. februar 2005 hos  Wayback Machine
- Færøernes Universitet (Webside ikke længere tilgængelig)